# Planungsregion Nordthüringen

Lage der Planungsregion in Deutschland

Die Planungsregion Nordthüringen ist eine Einheit der Raumordnung, die den Norden Thüringens umfasst. Die beteiligten Kommunen arbeiten in der Regionalen Planungsgemeinschaft Nordthüringen mit Sitz in Sondershausen zusammen.
Zur Planungsregion Nordthüringen gehören:
- Unstrut-Hainich-Kreis
- Kyffhäuserkreis
- Landkreis Nordhausen
- Landkreis Eichsfeld

Die Planungsregion Nordthüringen grenzt im Westen an die Bundesländer Hessen und Niedersachsen, im Norden an das Bundesland Sachsen-Anhalt, im Südosten an die Planungsregion Mittelthüringen und im Südwesten an die Planungsregion Südwestthüringen. Die Planungsregionen in Thüringen wurden 1991 auf Basis des Thüringer Landesplanungsgesetzes (ThLPlG) geschaffen. Seit 1998 werden regionale Entwicklungskonzepte auf Basis der Richtlinie zur Förderung der Regionalentwicklung mit Landesmitteln finanziell unterstützt.
- Größte Städte (Stand: 31. Dezember 2023[1]):

1. Nordhausen (41.233)
2. Mühlhausen/Thüringen (37.146)
3. Sondershausen (21.183)
4. Leinefelde-Worbis (20.053)
5. Heilbad-Heiligenstadt (18.657)
6. Bad Langensalza (17.338)
7. Dingelstädt (12.343)
8. Bleicherode (10.151)
9. Bad Frankenhausen/Kyffhäuser (10.042)